# Fakultät für Gesundheitswissenschaften der Universität Bielefeld
Die Fakultät für Gesundheitswissenschaften der Universität Bielefeld (engl. Bielefeld School of Public Health) existiert seit 1994. Sie war die erste Fakultät ihrer Art in Deutschland. Ihre Arbeitsergebnisse in Lehre, Forschung, Publikationen und Politikberatung haben maßgeblich zur breiten Etablierung der Gesundheitswissenschaften und von Public Health in Deutschland beigetragen.

## Geschichte der Fakultät
Die Fakultät für Gesundheitswissenschaften wurde am 24. Mai 1994 gegründet. Ihr Vorläufer war der 1989 eingerichtete Zusatzstudiengang Gesundheitswissenschaften und öffentliche Gesundheitsförderung. Erster Gründungsdekan wurde Klaus Hurrelmann, der gemeinsam mit Ulrich Laaser, Bernd Badura und Paul Wolters zu den Gründungsmitgliedern der Fakultät gehörte.

## Schwerpunktthemen und Arbeitsbereiche
Die Fakultät gliedert sich 2024 in insgesamt acht Arbeitsgruppen, die den jeweiligen fachlichen Schwerpunkt der Lehre und Forschung definieren:
- AG 1 Gesundheitssysteme, Gesundheitspolitik und Gesundheitssoziologie[5]
- AG 2 Bevölkerungsmedizin und Versorgungsforschung[6]
- AG 3 Epidemiologie und International Public Health[7]
- AG 4 Prävention und Gesundheitsförderung[8]
- AG 5 Gesundheitsökonomie und Gesundheitsmanagement[9]
- AG 6 Versorgungsforschung und Pflegewissenschaft[10]
- AG 7 Umwelt und Gesundheit[11]
- AG 8 Demografie und Gesundheit[12]

## Einrichtungen
Die Fakultät ist gemeinsam mit der Bielefelder Fakultät für Erziehungswissenschaft am Interdisziplinären Zentrum für Gesundheitskompetenzforschung (IZGK) beteiligt. Ziel des Zentrums ist die Weiterentwicklung der interdisziplinären, grundlagen- und anwendungsorientierten Forschung auf dem Gebiet Gesundheitskompetenz.
Das Institut für Pflegewissenschaft (IPW) wurde 1995 gegründet. Das IPW ist ein An-Institut der Universität und Teil  der AG 6 – Versorgungsforschung/Pflegewissenschaft. Träger ist die Gesellschaft zur Förderung der Pflegewissenschaft NRW e.V. (GFP)
2019 wurde das Centre for ePublic Health Research (CePHR) gegründet, das sich mit Informations- und Kommunikationstechnologien in Gesundheitsförderung, Prävention und pflegerischer sowie medizinischer Versorgung beschäftigt. Es wurde bis 2021 von Christoph Dockweiler geleitet, der 2021 als Professor für Digital Public Health an die Universität Siegen wechselte.

## Studiengänge
Die Fakultät bietet aufeinander aufbauende Studiengänge an, die die Abschlüsse als Bachelor of Science Health Communication (BSc), Master of Science Public Health (MPH) sowie als Doktor of Public Health (Dr PH) umfassen. Der MPH kann zu einem European Master of Public Health erweitert werden. Außerdem existierenden Weiterbildungsangebote wie die Studiengänge Master of Health Administration (MHA), Master of Work Place Health Management (MWPHM) und das Fernstudium Angewandte Gesundheitswissenschaften (FAG).

## Ausgewählte Veröffentlichungen von Fakultätsmitgliedern
- Christoph Dockweiler, Florian Fischer (Hrsg.): ePublic Health. Einführung in ein neues Forschungs- und Anwendungsfeld. Hogrefe; Bern 2019. ISBN 978-3-4569-5846-0
- Oliver Razum, Petra Kolip (Hrsg.): Handbuch Gesundheitswissenschaften 7. Auflage (1. Auflage 1993 herausgegeben von Klaus Hurrelmann und Ulrich Laaser). Verlagsgruppe Beltz, Weinheim Basel 2020. ISBN 978-3-7799-3857-6

## Persönlichkeiten
(Unter anderem folgende Persönlichkeiten stehen mit der Fakultät für Gesundheitswissenschaften der Universität Bielefeld in Verbindung. Die Auflistung erfolgt alphabetisch nach Familienname)
- Bernhard Badura
- Ullrich Bauer
- Wolfgang Greiner
- Klaus Hurrelmann
- Susanne Jordan
- Petra Kolip
- Ulrich Laaser
- Melanie Messer
- Oliver Razum
- Doreen Reifegerste
- Doris Schaeffer
- Sylvia Sänger